# Rodong Sinmun
Rodong Sinmun (hangul 로동 신문, hanja 劳动 新闻 McCune–Reischauer Rodong Shinmun, romanització revisada Rodong Sinmun), que significa Diari dels treballadors és un diari nord-coreà i el diari oficial del Partit del Treball de Corea, publicat per l'Agència de Notícies Rodong. És el diari més llegit al país. Va ser publicat per primera vegada l'1 de novembre el novembre 1, 1945 sota el nom Chǒngro (정로; 正路, "camí correcte"), i servia com a canal de comunicació per al Buró Nord-coreà del Partit Comunista de Corea. Va ser reanomenat al setembre de 1946 al seu actual nom després del progressiu desenvolupament del Partit dels Treballadors de Corea. Citat sovint per la Korean Central News Agency (KCNA) i mitjans internacionals, és assenyalat com a font de punts de vista oficials en molts assumptes.

## Continguts
Rodong Sinmun es publica cada dia de l'any i usualment conté sis pàgines. L'editorial, on el Partit del Treball de Corea expressa la seva visió en diferents assumptes, i les informacions lliurades pel partit, són usualment assenyalades com les peces informatives més importants. Típicament no posseeix continguts en àrees com estil de vida, entreteniment, televisió o ràdio. Assenyala que posseeix al voltant de cent reporters, i l'hora de tancament per a la publicació d'articles és al migdia anterior a la data de publicació. Els diaris són principalment repartits a organitzacions com escoles, granges cooperatives i llocs de treball, però també hi ha repartiments individuals per a aquelles persones que es troben en alts estaments del govern o del partit.
L'1 de gener de 2006, el diari va imprimir una editorial conjunta on feia una crida a la retirada de les tropes nord-americanes de Corea del Sud. Tot i que les editorials de l'1 de gener són una tradició en els diaris de Corea del Nord, la d'aquest any va atreure l'atenció de mitjans occidentals, i la citava com una "campanya nacional per retirar les tropes dels Estats Units". L'editorial va fer diverses referències a la reunificació de Corea.